# Manchester City Football Club 1991-1992
Nella stagione 1991-1992 il Manchester City ha partecipato alla FA Premier League, primo livello del campionato inglese. In campionato giunse al 5°. Nella FA Cup e nella Football League Cup venne eliminato rispettivamente al 3º e 4º turno. Nella Full Members Cup, la competizione giocata dalle società inglesi per ovviare ai cinque anni di squalifica dopo la Tragedia dell'Heysel venne eliminata al 2º turno.

## Team kit
Lo sponsor tecnico fu Umbro, il main sponsor fu invece Brother.

## Rosa
Rosa della prima squadra
| N. |                        | Ruolo | Calciatore       |
| -- | ---------------------- | ----- | ---------------- |
|    | Inghilterra (bandiera) | P     | Tony Coton       |
|    | Galles (bandiera)      | P     | Martyn Margetson |
|    | Galles (bandiera)      | P     | Andy Dibble      |
|    | Inghilterra (bandiera) | D     | Keith Curle      |
|    | Inghilterra (bandiera) | D     | Andy Hill        |
|    | Inghilterra (bandiera) | D     | Steve Redmond    |
|    | Inghilterra (bandiera) | D     | David Brightwell |
|    | Inghilterra (bandiera) | D     | Ian Brightwell   |
|    | Inghilterra (bandiera) | D     | Neil Pointon     |
|    | Inghilterra (bandiera) | D     | Ray Ranson       |
|    | Scozia (bandiera)      | D     | Colin Hendry     |
|    | Galles (bandiera)      | D     | Mark Peters      |
|    | Paesi Bassi (bandiera) | D     | Michel Vonk      |
|    | Paesi Bassi (bandiera) | D     | Danny Hoekman    |
|    | Inghilterra (bandiera) | C     | Garry Flitcroft  |
|    | Inghilterra (bandiera) | C     | Steve McMahon    |
|    | Inghilterra (bandiera) | C     | Paul Lake        |

| N. |                              | Ruolo | Calciatore      |  |
| -- | ---------------------------- | ----- | --------------- |  |
|    | Inghilterra (bandiera)       | C     | Gary Megson     |  |
|    | Inghilterra (bandiera)       | C     | Mark Brennan    |  |
|    | Inghilterra (bandiera)       | C     | Mike Quigley    |  |
|    | Inghilterra (bandiera)       | C     | David White     |  |
|    | Inghilterra (bandiera)       | C     | Peter Reid      |  |
|    | Giamaica (bandiera)          | C     | Fitzroy Simpson |  |
|    | Irlanda del Nord (bandiera)  | C     | Steve Lomas     |  |
|    | Irlanda del Nord (bandiera)  | C     | Michael Hughes  |  |
|    | Scozia (bandiera)            | C     | David Kerr      |  |
|    | Trinidad e Tobago (bandiera) | C     | Ronnie Mauge    |  |
|    | Inghilterra (bandiera)       | A     | Mike Sheron     |  |
|    | Irlanda (bandiera)           | A     | Niall Quinn     |  |
|    | Inghilterra (bandiera)       | A     | Clive Allen     |  |
|    | Inghilterra (bandiera)       | A     | Adie Mike       |  |
|    | Inghilterra (bandiera)       | A     | Adrian Heath    |  |
|    | Inghilterra (bandiera)       | A     | Wayne Clarke    |  |